# Букит Тимах
Букит Тимах (на малайски: Bukit Timah) е връх, намиращ се в Сингапур. Той носи същото име като областта, в която се намира. Висок е 163,63 м. и е най-висок естествен връх на острова.

## География
Върхът се намира в центъра на остров Сингапур.